# 篠田諒
篠田 諒（しのだ りょう、1996年9月1日 - ）は日本の俳優。神奈川県出身。ラ・セッテ所属。
身長172cm。体重59kg。特技は剣道二段、水泳、百人一首初段。

## 略歴
幼い頃から身近に映画があり映画に慣れ親しむ。高校時代に自分もこの世界に入りたいと思い役者を志す。
2017年、「FOXムービー 短編映画祭2016」で審査員特別主演俳優賞を受賞。映画、TVなど活動の場を広げている。

## 出演

### 映画
- 俺物語!!（2015年）
- 人狼ゲーム プリズン・ブレイク（2016年）丸山岳男 役
- ちはやふる（2017年）
- 母を亡くした時、僕は遺骨を食べたいと思った。（2019年）
- RUN!-3films-「追憶ダンス」（2019年） - 主演・鈴木 役
- 散歩時間〜その日を待ちながら〜（2022年12月9日） - 武田圭吾 役
- GOLDFISH（2023年3月31日公開）[5]
- 消せない記憶（2023年3月31日公開） - 矢島浩樹 役
- 断捨離パラダイス（2023年6月30日公開、SKIPシティ国際Dシネマ映画祭特別招待作品）- 白高律稀 役[6]
- GONZA（2023年6月30日公開） - 花村イバン 役[7]
- あずきと雨 (2023年11月4日公開)[8]
- Good Luck（2025年12月公開予定）[9]

### テレビドラマ
- 劇場霊からの招待状（2016年、TBS）
- 太鼓持ちの達人（2016年、テレビ東京）
- 痛快TV スカッとジャパン（2016年、フジテレビ）
- アシガール（2017年、NHK総合）
- GIVER 復讐の贈与者 第2話（2018年、テレビ東京） - 青山夕也 役
- シューカツ屋（2020年、NHK BSプレミアム）
- パンドラの果実科学犯罪捜査ファイル Season1 第3話（2022年5月7日、日本テレビ） - 永山 役
- ながたんと青と-いちかの料理帖-（2023年、WOWOW） - 有川 役
- あなたの恋人、強奪します。 第4話・第5話（2024年5月5日・12日、朝日放送テレビ） - 白石昇 役[10]
- 光る君へ（2024年11月3日 - 、NHK） - 藤原資平 役[11]

### テレビアニメ
- 闇芝居-第10期-（2022年1月）[12]
- 闇芝居-第11期-（2023年7月）[13]

### Webドラマ
- RIDER TIME 仮面ライダー龍騎（2019年3月 - 4月、ビデオパス） - 石田 / 仮面ライダーインペラー 役

### CM
- 三菱東京UFJ銀行
- HONDA「Go,Vantage Point」
- ダーツライブムービー「トキメキある篇・ドラマがある篇」
- P&G「レノアハピネス」
- カロリーメイトゼリー 夏フェス篇

### ミュージックビデオ
- Sonar Pocket  「好き」
- specoco  「バトン」